# Dick's Picks Volume 3
Dick's Picks Volume 3 je koncertní album skupiny Grateful Dead. Jedná se o třetí pokračování série Dick's Picks. Album bylo nahráno 22. května 1977 ve Sportatorium v Pembroke Pines na Floridě a vyšlo v roce 1995 u Grateful Dead Records.

## Seznam skladeb
| Disk 1 | Disk 1                  | Disk 1                     | Disk 1 |
| Pořadí | Název                   | Autor                      | Délka  |
| ------ | ----------------------- | -------------------------- | ------ |
| 1.     | Funiculì, Funiculà      | traditional                | 0:28   |
| 2.     | The Music Never Stopped | Barlow, Weir               | 6:45   |
| 3.     | Sugaree                 | Garcia, Hunter             | 15:54  |
| 4.     | Lazy Lightning          | Barlow, Weir               | 3:22   |
| 5.     | Supplication            | Barlow, Weir               | 5:34   |
| 6.     | Dancing in the Street   | Gaye, I. Hunter, Stevenson | 14:28  |
| 7.     | Help on the Way         | Garcia, Hunter             | 5:23   |
| 8.     | Slipknot!               | Grateful Dead              | 6:29   |
| 9.     | Franklin's Tower        | Garcia, Hunter, Kreutzmann | 15:32  |

| Disk 2         | Disk 2                           | Disk 2         | Disk 2 |
| Pořadí         | Název                            | Autor          | Délka  |
| -------------- | -------------------------------- | -------------- | ------ |
| 1.             | Samson and Delilah               | traditional    | 7:31   |
| 2.             | Sunrise                          | Godchaux       | 4:15   |
| 3.             | Estimated Prophet                | Barlow, Weir   | 9:00   |
| 4.             | Eyes of the World                | Garcia, Hunter | 13:38  |
| 5.             | Wharf Rat                        | Garcia, Hunter | 9:14   |
| 6.             | Terrapin Station                 | Garcia, Hunter | 5:58   |
| 7.             | (Walk Me Out in the) Morning Dew | Dobson, Rose   | 14:21  |
| Celková délka: | Celková délka:                   | Celková délka: | 137:52 |

## Sestava
- Jerry Garcia - sólová kytara, zpěv
- Bob Weir - rytmická kytara, zpěv
- Phil Lesh - basová kytara
- Donna Jean Godchaux - zpěv
- Keith Godchaux - klávesy
- Mickey Hart - bicí
- Bill Kreutzmann - bicí